# Provincia Cuanza Norte
Cuanza Norte este o provincia în Angola.

## Municipalități din Cuanza Norte
- Ambaca
- Banga
- Bolongongo
- Bula Atumba
- Cambambe
- Cazengo
- Dembos
- Golungo Alto
- Gonguembo
- Lucala
- Pango Aluquem
- Quiculungo
- Samba Caju